# Eosentomon delicatum
Eosentomon delicatum is een vleugelloos insect uit de familie Eosentomidae.

## Verspreiding en leefgebied
Deze soort komt algemeen voor in Europa. Ze leven bij voorkeur in kalkhoudende bodems.